# The Clink

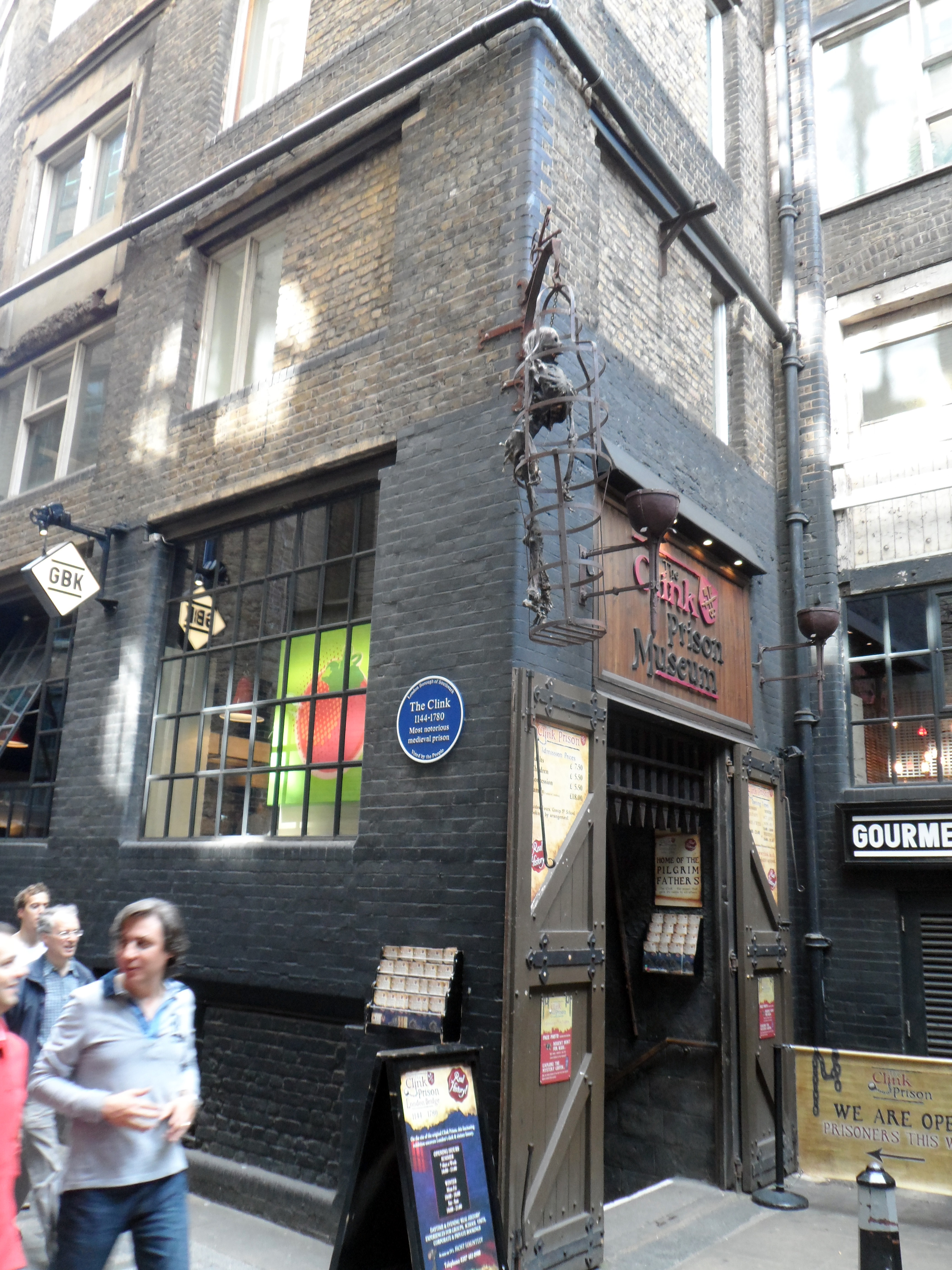
Eingang zum The Clink Gefängnismuseum

The Clink war ein Gefängnis in Southwark, England, welches vom 12. Jahrhundert bis 1780 in Betrieb war. Das Gefängnis diente dem Liberty of the Clink, einem Gebiet außerhalb der City of London, welches eher dem Bischof von Winchester unterstand als dem regierenden Monarchen. Als Eigentümer des Liberty erhielt der Bischof alle Steuern hieraus und konnte Menschen bei Nichtzahlung ihrer Verpflichtungen ins Gefängnis werfen. Als Bischof konnte er auch Häretiker einsperren lassen. Das Clink-Gefängnis befand sich angrenzend der Bischofsresidenz Winchester Palace, nicht weit vom Ufer der Themse. Es war möglicherweise auch das älteste Männer- und Frauengefängnis in England.
Es ist unklar, ob das Gefängnis seinen Namen von der Liberty erhielt oder diesen ihr verlieh. Die Ursprünge des Namens könnten onomatopoetischer Natur sein, wie etwa das Geräusch, das das Hinterherschleifen von Ketten, welche Gefangenen angelegt waren verursacht oder das Schlagen des Verschlussbolzens der Gefängnistüren. Der Name wurde, ähnlich dem deutschen „Knast“, ein umgangssprachliches und generisches Wort für Gefängnis oder Gefangenenzelle.

## Geschichte

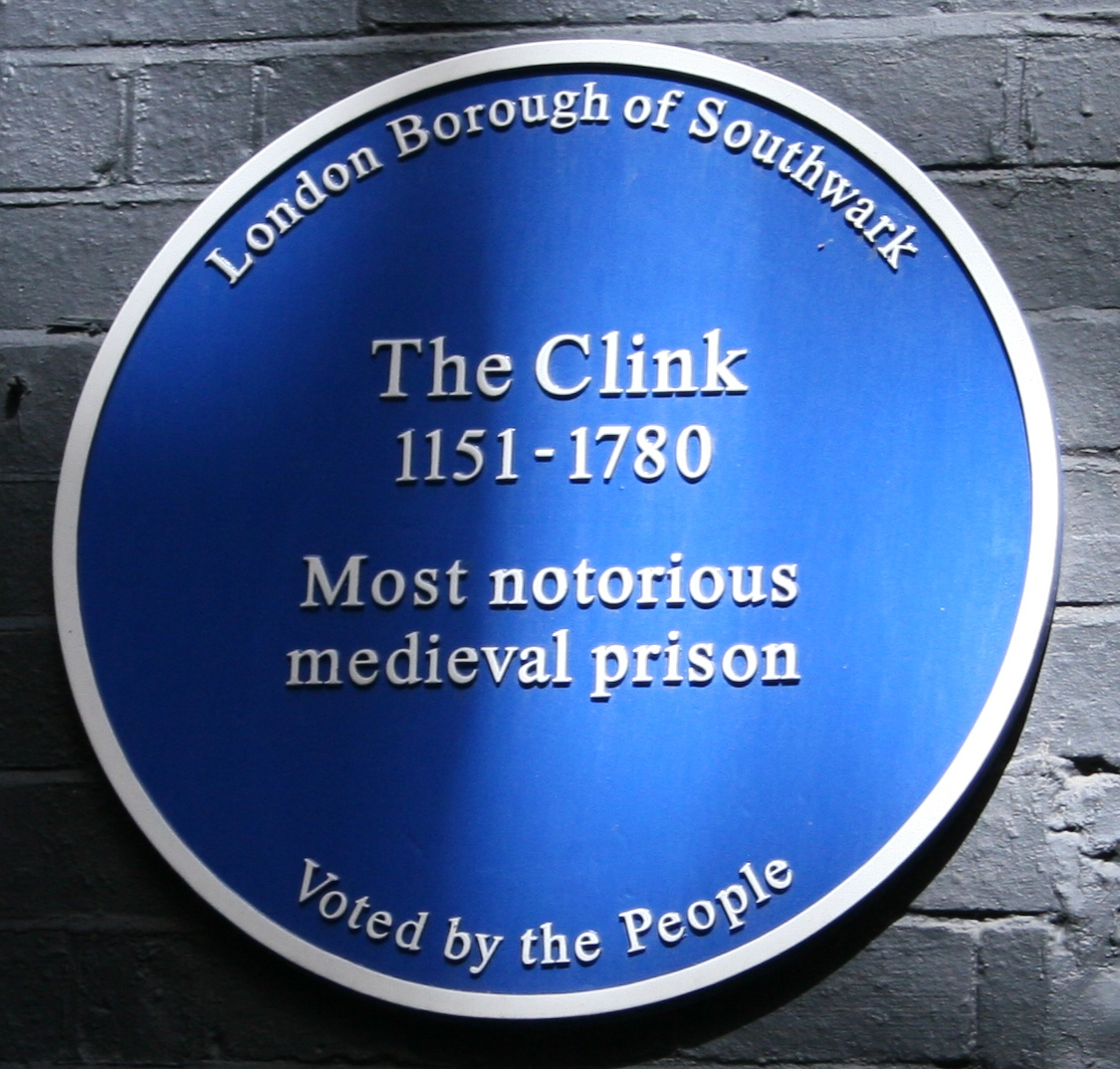
Die Blue plaque am dortigen Museum

Seit dem Jahr 860 gab es bereits in der einen oder anderen Form ein Gefängnis im Verfügungsbereich des Bischofs von Winchester, allerdings bestand es zu Beginn lediglich aus einer abschließbaren Zelle im Priesterseminar. Bis 1076 hatte ein Erzbischof auch leichte Arten der Bestrafung zugelassen: das Geißeln mit der Rute und Einzelhaft bei Brot und Wasser.
Der Bishop of Winchester, dessen Diözese in Hampshire an der englischen Südküste lag, errichtete bereits kurze Zeit nach dem Erwerb des Geländes in Southwark zwischen 1144 und 1149 die Kapelle und das Herrenhaus des Winchester Palace, um so einen Wohnsitz in der räumlichen Nähe seiner Londoner Regierungsaufgaben zu haben. Das gleich hernach eingerichtete Gefängnis bestand aus einer Anzahl von Gebäuden innerhalb des Palace-Areals. Die zum Teil hochkarätigen Insassen verdankten den Ort ihrer Internierung dem Status des Bischofs von Winchester als hochrangiges Mitglied der Regierung, üblicherweise als Lordkanzler, der die Angeklagten wegen Häresie oder anderen religiösen Vergehen auch vor seinem kirchlichen Gericht aburteilen lassen konnte. 1485 erhielten die Bischöfe von König Heinrich VII. die Anweisung, Priester wegen Ehebruchs, Inzest und Unzucht einzusperren, so dass das Gefängnis zusätzliche Einnahmen generieren konnte. Maria I. bestieg 1553 den Thron und nutze einige Jahre darauf das Clink, um Protestanten einzusperren. Das Essen wurde zurückgehalten, sie wurden in überfüllte Zellen eingepfercht oder am Pranger angekettet; die Gefangenen, die nicht verhungerten, wurden später hingerichtet. Ihre Nachfolgerin Elizabeth I. erfuhr von Umsturzplänen der Puritaner, ließ die Anführer in das Clink-Gefängnis werfen und ordnete dazu die schärfsten Strafen an. Dutzende Puritaner ließ man verhungern.
Da die Gefängniswärter sehr schlecht bezahlt wurden, fanden diese Wege, ihr Einkommen aufzubessern: Vermögende Gefangene, bzw. ihre Unterstützer außerhalb der Gefängnismauern, bezahlten die Wärter, um den Aufenthalt im Gefängnis angenehmer zu gestalten. Die Wärter vergaben bessere Zellen, Betten, Bettzeug, Kerzen und Petroleum an all diejenigen, die es sich leisten konnten. Zusätzliches Essen und Trinken wurden zum doppelten Preis berechnet. Sie ließen sich ebenso für das Anbringen leichterer Eisenfesseln oder gar deren vollständige Entfernung belohnen. Gegen eine Gebühr durften Gefangene sogar das Gefängnis verlassen, um das an die Wärter zu zahlende Geld zu erbetteln oder gar mit Arbeit zu erwirtschaften. Prostituierte unterhielten mit Unterstützung der Aufseher einen regelrechten Bordellbetrieb im Gebäude. Ärmere Gefangene hingegen mussten an den Gittern, die zur Straße führten, betteln und alles verkaufen, was sie besaßen, einschließlich ihrer Kleidung, um das Essen zu bezahlen. Dazu wurden sie zum Teil auch durch die sadistischen Wärter gezwungen, wenn sie den Misshandlungen und dem Hunger entgehen wollten. Die Misshandlungen, aber auch die angeordneten Folterungen bestanden aus Schlägen und Tritten, angebrachten Eisen und Fesseln, um das Schlafen zu verhindern oder Lähmungen zu verursachen; Gefangene mussten im Wasser stehen, bis ihre Füße ernstliche Schäden nahmen. Schlägereien und auch Morde waren keine Seltenheit. Zu den autorisierten Folterungen gehörte das Aufhängen an den Armen (siehe Pfahlhängen), das Rädern oder das Quetschen des Körpers unter schweren Gewichten.
1450 wurde das Winchester-Haus von Demonstranten überfallen, die gegen das Statute of Labourers protestierten. Sie betrachteten die Geistlichen als Steuereintreiber und ermordeten sie. Sie befreiten alle Gefangenen aus dem Clink und brannten es nieder. Der Aufstand wurde jedoch niedergeschlagen und das Winchester House wieder aufgebaut und erweitert, einschließlich eines neuen Gefängnisses.
Ursprünglich wurden dort nur Menschen eingesperrt, die gegen die Regeln der Liberty verstoßen hatten; ab dem 16. Jahrhundert wurde es hauptsächlich zu einem Gefängnis für tatsächliche oder vermeintliche Ketzer, bzw. Personen, die den Bischöfen entgegengesetzte Ansichten vertraten. In seinen letzten Jahren fungierte The Clink vornehmlich als Schuldgefängnis.

### Niedergang
1649 wurde der Winchester Palace nebst Gelände an einen Immobilienentwickler veräußert und in Geschäfte, Mietwohnungen und Färbereibetriebe umgewandelt. Der Zellentrakt wurde vorübergehend stillgelegt, da sich die Steuerzahler über dessen Unterhaltskosten beschwert hatten; der Pranger für die Körperstrafen war hingegen weiter in Betrieb. 1707 wurde auch dieser aufgrund der Unterhaltungskosten nicht mehr genutzt und so gab es 1732 nur noch zwei registrierte Insassen. Im Jahr 1745 wurde dann ein anderes, provisorisches Gefängnis genutzt, da das Clink zu baufällig geworden war; 1776 wurden dort aber wieder Schuldner aufgenommen. 1780 schließlich wurde es im Zuge der Gordon Riots erneut niedergebrannt und nicht wieder aufgebaut.
Berühmte Insassen waren u. a. Anne Askew und John Hooper.

### Das Clink Prison Museum
Das Clink Prison Museum befindet sich gleich an der Clink Street, in direkter Nachbarschaft des ursprünglichen Gefängnis an der Bankside in Southwark. Im Museum wird versucht den Besuchern die Bedingungen im alten Gefängnis möglichst plastisch vorzuführen.